# Vuelta a Castilla y León 2024
La Vuelta a Castilla y León 2024, trentottesima edizione della corsa e valida come evento dell'UCI Europe Tour 2024 categoria 1.1, si svolse il 23 luglio 2024 su un percorso di 199,7 km, con partenza da Valladolid e arrivo a Cistérniga, in Spagna. La vittoria fu appannaggio dell'australiano Caleb Ewan, il quale completò il percorso in 4h33'55", alla media di 43,743 km/h, precedendo l'italiano Davide Cimolai e il belga Jenthe Biermans.
Sul traguardo di Cistérniga 107 ciclisti, dei 114 partiti da Valladolid, portarono a termine la competizione.

## Squadre e corridori partecipanti
| N.    | Cod. | Squadra                |
| ----- | ---- | ---------------------- |
| 1-7   | LTD  | Lotto Dstny            |
| 11-16 | UAD  | UAE Team Emirates      |
| 21-27 | ARK  | Arkéa-B&B Hotels       |
| 31-37 | MOV  | Movistar Team          |
| 41-47 | AQT  | Astana Qazaqstan Team  |
| 51-57 | JAY  | Team Jayco AlUla       |
| 61-67 | COF  | Cofidis                |
| 71-77 | CJR  | Caja Rural-Seguros RGA |
| 81-87 | BBH  | Burgos-BH              |

| N.      | Cod. | Squadra                          |
| ------- | ---- | -------------------------------- |
| 91-97   | EUS  | Euskaltel-Euskadi                |
| 101-107 | EKP  | Equipo Kern Pharma               |
| 111-117 | PTK  | Team Polti Kometa                |
| 121-126 | Q36  | Q36.5 Pro Cycling Team           |
| 131-137 | TEN  | TotalEnergies                    |
| 141-145 | IBA  | Illes Balears Arabay Cycling     |
| 151-156 | CPM  | Colombia Potencia de la Vida     |
| 161-167 | VSC  | Victoria Sports Pro Cycling Team |

## Ordine d'arrivo (Top 10)
| Pos. | Corridore       | Squadra    | Tempo    |
| ---- | --------------- | ---------- | -------- |
| 1    | Caleb Ewan      | Jayco      | 4h33'55" |
| 2    | Davide Cimolai  | Movistar   | s.t.     |
| 3    | Jenthe Biermans | Arkéa      | s.t.     |
| 4    | Max Kanter      | Astana     | s.t.     |
| 5    | Ivo Oliveira    | UAE        | s.t.     |
| 6    | Jon Aberasturi  | Euskaltel  | s.t.     |
| 7    | Giacomo Nizzolo | Q36.5      | s.t.     |
| 8    | Orluis Aular    | Caja Rural | s.t.     |
| 9    | S. Aniołkowski  | Cofidis    | s.t.     |
| 10   | Manuel Peñalver | Polti      | s.t.     |